# Карденас, Феликс
Фе́ликс Рафаэ́ль Ка́рденас Рава́ло (исп. Félix Rafael Cárdenas Ravalo; род. 24 ноября 1973, Богота) — колумбийский профессиональный шоссейный велогонщик, двукратный победитель зачета лучшего горного гонщика Вуэльты.

## Карьера
В 2000 году начал выступать на крупных европейских гонках в составе испанской команды Kelme, выиграв в первый же год этап на Вуэльте. Именно в составе Kelme он выиграл в 2001 году этап на Тур де Франс, добыв в сольном стиле горную победу, опередив Роберто Лайсеку и Ленса Армстронга.
В 2003 и 2004 годах Карденас, выступая в составе испанской Cafes Baque два года подряд первенствовал в горных зачётах Вуэльты, выигрывая по этапу на обеих гонках. Позднее выступал в составе британской команды Barloworld и в ряде местных колумбийских команд, в составе которых дважды побеждал на Вуэльте Колумбии и дважды становился национальным чемпионом в групповой гонке.

## Достижения
2000
10-й этап Вуэльты
2001
12-й этап Тур де Франс
2003
Вуэльта Риохи
Вуэльта Испании
16-й этап
Лучший горный гонщик
2-й Вуэльта Колумбии
2004
Вуэльта Испании
17-й этап
Лучший горный гонщик
2-й Clásico RCN
2005
Тур Японии
2006
1-й Prueba Villafranca de Ordizia
1-й Gran Premio Industria e Commercio Artigianato Carnaghese
1-й этап Тур Брешии
2007
1-й этап Джиро дель Капо
2010
1-й Чемпионат Колумбии
1-й Clásico RCN
2011
Вуэльта Колумбии
4-й этап
2012
Вуэльта Колумбии
3-й, 4-й, 10-й этапы
2-й Вуэльта Чили
9-й этап
2013
9-й этап Вуэльты Колумбии